# Urbán Gáspár
Monyorói báró Urbán Gáspár Dénes Péter Benedek (Arad, 1897. január 6. – Vác, 1975. december 1.) nagybirtokos, mérnök, politikus, országgyűlési képviselő, Jász-Nagykun-Szolnok vármegye főispánja, bankár.

## Életpályája
Urbán Péter báró és Purgly Ilona második fiaként látta meg a napvilágot. Középiskolai tanulmányait Aradon és Bécsben végezte, az első világháború kitörésekor éppen érettségizett.
Önkéntesként vonult be a császári és királyi 3. számú huszárezredbe, ahol aztán majdnem három évig szolgált a fronton hadnagyi rangban, ez idő alatt öt alkalommal tüntették ki. Hadifogságba került Romániába, ahonnan szerencsére öt hónapnyi tartózkodás után kiszabadulhatott. A hadseregtől tartalékos hadnagyként szerelt le.
Úgy döntött, hogy a háború miatt félbeszakadt tanulmányait folytatni fogja. Így lett a Műegyetem hallgatója, ahol 1922-ben mérnöki oklevelet szerzett. Tanulmányai befejeztével a Jász-Nagykun-Szolnok vármegyében található, mintegy 3000 holdnyi földjén gazdálkodott.
Rokonsága révén hamar bekerült az országos politikába, vármegyéje törvényhatóságának is tagja volt, 1931-től pedig országgyűlési képviselőjévé választotta a mezőtúri kerület a Nemzeti Egység Pártja színeiben, mely tisztét a következő ciklusban is ellátta. Később vármegyéje főispáni pozícióját is elfoglalhatta. Politikai ténykedésein kívül a Szolnoki Hitelbank Rt. és a Törökszentmiklósi Takarékpénztár Rt. elnöke is volt.
A Sztójay-kormány 1944-ben népbíróság elé citálta Urbánt, de a báró a szovjet csapatok bevonulása után nem tarthatta már meg főispáni székét. Utódjául a munkásosztály hatalomátvételének jeléül Szolnok szovjet katonai parancsnoka Veres József szobafestőt nevezte ki.

## Családja
Az egyetem elvégzése után néhány hónappal, 1922. szeptember 12-én pusztakengyeli birtokán vette feleségül szécsényi Baghy Ilonát (1900–1974), aki két gyermeket szült neki:
- Johanna Mária (1923); első férje: Bányay György; második férje: Korbusz-Lipthay Ede (1911–?); harmadik férje: Franz August von Eltz gróf (1924–1998)
- Ádám (1924–1985); első neje: csanakfalvi Csanak Viola (1924–1963); második neje: csanakfalvi Csanak Ilona (1927–1992)